# International Foundation for Art Research
International Foundation for Art Research (IFAR) is een stichting voor kunstonderzoek. IFAR was een non-profitorganisatie met hoofdzetel in New York.
IFAR is actief in de juridische, ethische en educatieve problemen rond de eigendom van en de diefstal van kunst.

## Archief
IFAR ontwikkelde een kunstroof Archief. Het werd opgericht met het doel het verminderen van de internationale kunstroof.
De kunstroof Archief is nu 's werelds grootste particuliere database van verloren en gestolen kunst, antiek en verzamelobjecten.
In 1991, IFAR bijgedragen aan het scheppen van de Art Loss Register (ALR) als een commerciële onderneming. IFAR beheerd ALR's activiteiten in de VS tot 1997. In 1998 heeft de ALR de volledige verantwoordelijkheid voor de database.